# Юшидж, Нима
Нима Юшидж (перс. نیما یوشیج‎ псевдоним; настоящее имя — Али Эсфандияри перс. علی اسفندیاری‎; 12 ноября 1895, Мазандеран — 6 января 1960, Шемиран, Тегеран) — иранский поэт, литературный критик, искусствовед. Основоположник новой поэзии в Иране.

## Биография
Али Эсфандияри родился 12 ноября 1895 в деревне Юш остана Мазендеран в семье Ибрахим-хана Э‘зам-ус-Салтане (мазендеранской по происхождению, но имевшей также грузинские корни). Начальное образование получил в родной деревне. 
В 1907 его семья переезжает в Тегеран, где он поступает во французский коллеж Сен-Луи, в котором изучал французский язык, персидскую и арабскую литературу. Знание французского языка позволило ему познакомиться с западной литературой. В автобиографическом очерке он писал: «Знакомство с иностранным языком открыло мне новую дорогу». Поощряемый своим коллежским учителем Незамом Вафа, он начал сочинять стихи в классическом хорасанском стиле. 
После окончания колледжа Эсфандияри начал работать в Министерстве финансов, но быстро уволился оттуда по собственному желанию. 
В 1922 году Али Эсфандияри взял творческий псевдоним – Нима Юшидж. В том же году вышла в свет его «Поэма о поблёкшем», которую считают началом нового течения в персидской поэзии «Ше’ре ноу» (см. ниже "Поэтическое новаторство").  
В 1923 году Нима издаёт свою первую романтическую поэму «Афсане»,  посвятив её своему любимому учителю. Через четыре года вышло в свет ещё одно лирическое стихотворение «Семья солдат» (1927).
В 1931 году Нима начал преподавательскую деятельность в школе Хакима Низами Астара. Это был очень важный период в жизни поэта, значительно повлиявший на его мировоззрение, что видно из частично сохранившихся записей, сделанных Нима Юшиджем в 1932—1936 годах. Турадж Гочани собрал в поэтическом сборнике такие произведения поэта, как «Поэма о поблекшем», «О ночь», «Благодеяние презренных », «Лев», «Маленький источник», «Воспоминания», «Коза Мулы Хасана», «Кокетливый цветок», «Харкан», «Лиса и петух», «В память о моей родине» и др.
В 1938—1941 годах он редактировал тегеранский журнал «Музыка». Публиковался в левой прессе.

## Творчество
Наиболее известными произведениями Нима Юшиджа являются: 
- Поэма «Афсане» («Сказка», 1921) — романтические фантазии о деве-музе, символизирующей поэтическое вдохновенье и красоту;
- Философская поэма «Манели» (1957) — написана по мотивам народной японской сказки о рыбаке и его возлюбленной — русалке[1];
- «Афсане ва робаийат» («Сказки и рубаи», Тегеран, 1960).
- Серия коротких стихотворений:  «Митаравад махтаб» («Льется лунный свет»), «Эй шаб» («О, ночь», 1923), «Эй адамха» («О, люди», 1941), главную роль в которых играет символика, двуплановость, призванная раскрыть сложный духовный мир современника — лирического героя Нима Юшиджа.

Он — автор книг по эстетике: «До наме» («Два письма», 1946) — теоретическое обоснование реформы в персидской поэзии, и «Арзеше эхсасат» («Значение чувств», 1956) — сборник статей о психологии художественного творчества, о закономерностях и особенностях развития современной персидской поэзии.

## Поэтическое новаторство
Метрическая структура стихов Нима получила название «свободного аруза», который предполагает свободное сочетание в одном стихотворении строк разной длины, содержащих элементы различных стихотворных размеров классического персидского аруза. Эта новаторская черта оказала большое влияние на развитие персидской поэзии в XX веке. Нима Юшидж возглавил поэтическое направление «Ше’ре ноу» (перс. شعر نو‎ ‘новая поэзия’).
Начатая им поэтическая революция нашла свое продолжение в творчестве таких зрелых мастеров, как Ахмад Шамлу, Манучехр Шейбани, Исмаил Шахруди, Мехди Ахаван Салес и ряда еще молодых поэтов – Манучехра Атешки, Сиявуша Касраи, Мохаммада Захра, Ядаллаха Руъйаи, Махмуда Мушаррафа Техрани и других.